# Helia-D
A Helia-D egy magyar kozmetikai márka, amelynek története több vállalathoz kapcsolódik.

## Története

### A Biogal korszaka
A Helia története 1981-re nyúlik vissza. Ebben az évben kereste meg az INNOFINANCE Általános Innovációs Pénzintézet a Biogal Gyógyszergyárat, hogy karolja fel Nedeczky Jenőné (született Gardi Margit) találmányát, a „Testápoló kenőcs és eljárás ennek előállítására” című, 1978-ban bejegyzett szabadalmat. Az új elképzelés lényege, hogy napraforgószár kivonatából készít kozmetikumokat. A Helia elnevezés is a napraforgóra utal, annak latin neve Helianthus annuus, a „D” betű pedig Debrecenre utal. Összetevői: vitaminok, aminosavak, fehérjék, szénhidrátok, bőrnyugtató és fényvédő anyagok. A kozmetikumcsalád későbbi termékei a napraforgókivonat mellett propoliszt, illetőleg egy speciális meggyfajtát, a spanyolmeggyet tartalmazzák. A spanyolmeggyből készült extraktum a bőr számára különlegesen értékes anyagokat, főleg flavonoidokat, antociánokat, fehérjét, szénhidrátot, zsírsavat, karotinoidot, fahéjsavat, ásványi elemeket és növényi savakat is tartalmaznak.
A kozmetikum előállítására egy kísérleti csoportot állítottak fel Kristóf Jánosné technológus (biológus) vezetésével. A kutatócsapat technikusokból, gyógyszerészből és vegyészekből állt. Az első és legfontosabb lépés a növényi hatóanyag begyűjtése és labori, majd üzemi méretű előállítása és tartósítása volt. Egyidejűleg ki kellett dolgozni a krém gyártástechnológiáját is. Keresni kellett olyan termelőszövetkezetet, amely vállalta, hogy „biológiailag tiszta”, azaz kemikáliamentes napraforgót termeszt. A Hunyadi Tsz. hajlandó volt az elvárásokat teljesíteni. Debrecenben egy év sem kellett hozzá, hogy az ötletből árucikk legyen.
Miután a krém bőrklinikai kipróbálása megtörtént, és rendkívül hatékonynak nyilvánították, a debreceni Biogal Gyógyszergyár finom kozmetikai termékeinek első tagjaként 1982 decemberében lépett piacra a Helia-D elnevezésű arckrémmel. A kozmetikumcsalád termelésére és értékesítésére az Innovációs Alap és a Biogal 1982. december 14-én HELIA D néven közös kutatási, fejlesztési, termelési és értékesítési társaságot alapított. A társaság elsőrendű célja volt természetes alapanyagú kozmetikumok előállítása a hazai piacra és exportcélokra. A pénzügyi befektetéseket közösen vállalták, a Biogal Gyógyszergyár végezte a fejlesztési és termelési feladatokat, az Innovációs Alap a termékek újdonságvizsgálatában és a piacfeltárásban nyújtott segítséget.
A ránctalanító krém fekete üvegtégelyét a Tokodi Üveggyár külön erre a célra kifejlesztett üvegmasszából állította elő, a műanyag fedőkupakot pedig a bűvös kocka gyártásáról ismert Politoys Szövetkezet az általuk használt K-resin alapanyagból állította elő. Amikor a krémek mellett megjelentek a lemosók, a tonikok, akkor a tégelyekével megegyező fekete színben megjelentek az üvegflakonok is. Ezt már Kövendi János formatervező készítette. A krémnek három változata került kereskedelmi forgalomba: a zsíros, a normál és a száraz bőrre való. A bevezetést nem előzte meg reklám, ennek ellenére az első eladási napon, 1982 ezüstvasárnapján Budapesten 22 000 darab tégelyt adtak el.
A feltaláló Nedeczky Jenőné már nem érte meg találmánya piaci megjelenését, mert 1982. november 29-én elhunyt.
A kozmetikumcsalád termékei öt év alatt különböző formában kerültek forgalomba. Az első termékek az arckrémek voltak, melyek a három alapbőrtípusra: száraz, normál és zsíros bőrre készültek. Ezeket követte az arctej, majd a szemránckrém, az ajakkrém, és végül megjelent a testápolószer. A férfiak számára egy új típusú krémet fejlesztettek ki, majd egy borotválkozás utáni készítményt, a Helia-D after shave-et dobták piacra. A propoliszos kozmetikumok családjába tartozott a test- és kézápolókrém és egy úgynevezett propoliszos junior krém. A meggykozmetikumok közül ismert a pattanásos, seborreás bőr kezelésére javallott meggykrém, iontoforézises kezeléshez a meggyzselé, továbbá a meggymaszk és a meggytonik. A Helia Társaság elektrokozmetikai és masszázsampullái az igényesebbeknek készültek. Az 1982-es debütálás után, egy esztendővel később, az őszi BNV-n már bemutatták a testápolót és az arctejet, megint egy esztendővel később, az 1984-es őszi BNV-n már a propoliszos testápoló, a férfiaknak készült krém, valamint az elektrokozmetikai és masszázsampulla került kiállításra. 1985-ben a BNV-n mutatták be a szem- és az ajaklánckrémet, a propoliszos junior krémet, valamint a propoliszos kézápolót. Ugyanebben az esztendőben karácsonyi meglepetésként a boltokba került a Helia-D after shave, a tonik és az alkoholmentes tonik. 1986 márciusában egy új hatóanyaggal készült terméket is bevezettek, a kukorica kivonatából készített lemosót és krémet. 1986-ban a magyarországi páratlanul dinamikus felfutás mellett – csak az alapkrémből évi egymillió-háromszázezer tégelyt forgalmaztak — egyre nagyobb lett a nemzetközi érdeklődés a Helia-D termékek iránt külföldön is.
1987-ben a Helia-D termékcsaládnak már 18 tagja volt. A társaság Helia International néven Budapesten állandó irodát nyitott, amely 1986-tól önálló külkereskedelmi joggal rendelkezett. A termékeket ekkor már ismerték az Amerikai Egyesült Államokban, Svájcban, Franciaországban, Malajziában, a Német Demokratikus Köztársaságban. 1988-ban Moszkvában néhány óra alatt 50 000 készítményt adtak el.

### A Caola tulajdonában
1996-ban a Caola megvásárolta az évi kb. 200 milliós forgalmú Helia-D márkát a Biogal utódjától, a Teva gyógyszergyártól. A Teva ugyanis megvált a profiljától idegen kozmetikai gyártmányoktól. A Caola megvette a Helia-D-hez kapcsolódó szellemi jogokat, a márkát és a dizájnt. Ezenfelül megvásárolta a termeléshez szükséges gépeket, berendezéseket és készleteket. A Caola és az Unilever megállapodása alapján a termék forgalmazását és marketingjét az Unilever vette át.

### A Helia-D cég tulajdonában
A Helia-D Kereskedelmi Kft. cég 2004-ben alakult.
A Helia-D cég 2012-ben  megvásárolta a Fabulon védjegyet. Emellett forgalmaz még Helia-D Professional, Zelka, Officina, Geek & Gorgeous és Aden termékeket.

## A Helia-D Herba-Kastély

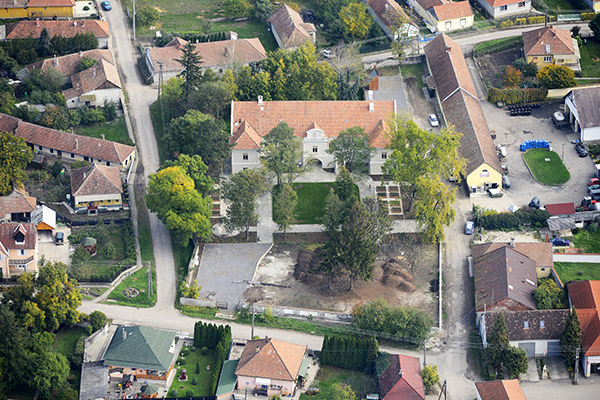
Dessewffy-kastély – Helia-D Herba-kastély

A Helia-D Herba-Kastély Gyógynövény- és Szépségközpont Tolcsván nyitott meg. A Helia-D azzal a szándékkal újította fel a 17. században épült kiskastélyt, hogy közelebb vigye a szépségápolást és a kozmetikumkészítést az emberekhez. A természetes növényi alapanyagokra építő Helia-D fontosnak tartja, hogy a látogatók az alapoktól indulva, a kozmetikumok értékes alkotórészeit adó növényekkel és gyógynövényekkel is megismerkedhessenek az ehető és szépítő növények sokaságát rejtő gyógyfüves kertben és kastélyparkban. A kastélyba belépve, a régi gyógynövénynyomatok, metszetek sorfala között haladva igazi ritkaságokat is felvonultató gyógynövénykönyvtárába juthatunk el. A könyvtárral szomszédos három interaktív kiállító tér 21. századi eszközökkel mutatja be a szépségápolás történetét, a gyógyfüvek gyűjtésének hagyományától indulva a magyar kozmetikai ipar történetén keresztül a Helia-D jelenéig.

## Díjai, elismerései
- 1985-ben a termék több díjat is nyert. Szingapúrban elnyerte az Ázsia-díjat, Hágában az Eurostar- és Madridban az Islam-díjat. 1986-ban a Worldstat díjat kapta Új-Delhiben azért a díszcsomagolásért, melyen Szász Endre az Ezerarcú nő című grafikája dominál (a Hollóházi Porcelángyár kivitelezte).[3] [13]
- A márka a lipcsei nemzetközi vásáron fődíjat, a Budapesti Nemzetközi Vásáron nagydíjat nyert.[2]
- Az 1986. évi őszi BNV-n négy Helia-D termék nyert nagydíjat: a Helia-D szemránckrém, a Helia-D ajakkrém, a Helia-D lemosó és a Helia-D krém extra száraz bőrre.[14][15]
- Superbrands (2005)
- 2021-ben a Magyarbrands elismerésben részesült fogyasztói márkák egyike